# 施马诺夫斯克区
施马诺夫斯克区（俄语：Шимановский район）是俄罗斯联邦阿穆尔州下辖的一个区，其行政中心为施马诺夫斯克。据2016年统计，该区的人口为5503人。